# Vuelta al Táchira 1996
La 31ª edición de la Vuelta al Táchira se disputó desde el 10 hasta el 21 de enero de 1996.
Perteneció al calendario de la Federación Venezolana de Ciclismo. El recorrido contó con 10 etapas y 1508 km, transitando por los estados Carabobo, Portuguesa, Barinas y Táchira.
El ganador fue el colombiano Raúl Gómez del equipo Selección de Colombia, quien fue escoltado en el podio por Giovanni Vargas y Omar Pumar.
Las clasificaciones por equipos la ganó Selección de Colombia.

## Equipos participantes
Participaron varios equipos conformados por entre 6 y 8 corredores, con equipos de Venezuela, Italia, Cuba y Colombia.
| - Lotería del Táchira - Desurca Cadafe - Gobernación de Trujillo - Gobernación de Táchira | - Selle Italia - Selección de Colombia - Selección de Cuba |

## Etapas
| Etapa | Fecha       | Recorrido                                  | Km  | Ganador            | Lider              |
| 1.ª   | 10 de enero | Circuito en Valencia                       | 86  | Giuseppe Di Fresco | Giuseppe Di Fresco |
| 2.ª   | 11 de enero | Acarigua - Barinas                         | 185 | Henry Meneses      | Raúl Gómez         |
| 3.ª   | 12 de enero | Socopó - Abejales                          | 170 | José González      | Raúl Gómez         |
| 4.ª A | 13 de enero | San Cristóbal - San Antonio                | 62  | José González      | Raúl Gómez         |
| 4.ª B | 13 de enero | Circuito en Rubio                          | 50  | Julio Blanco       | Raúl Gómez         |
| 5.ª   | 14 de enero | Circuito en San Cristóbal                  | 115 | Andrea Buffoni     | Raúl Gómez         |
| 6.ª   | 15 de enero | San Cristóbal - El Piñal - Palmira         | 157 | Eliécer Valdez     | Raúl Gómez         |
| 7.ª   | 16 de enero | San Cristóbal - Michelena - La Grita       | 128 | Raúl Gómez         | César Salazar      |
| 8.ª A | 17 de enero | CRI Coloncito - La Fría                    | 23  | Joselin Saavedra   | César Salazar      |
| 8.ª B | 17 de enero | La Fría - Colón                            | 78  | Byron Chulde       | César Salazar      |
| 9.ª   | 18 de enero | Coloncito - Lobatera                       | 146 | Christian Moreni   | César Salazar      |
| 10.ª  | 19 de enero | Circuito en Táriba                         | 90  | Antonio Vargas     | César Salazar      |
| 11.ª  | 20 de enero | San Cristóbal - El Piñal - Cerro El Cristo | 133 | Omar Pumar         | Raúl Gómez         |
| 12.ª  | 21 de enero | Cordero - Rubio - San Cristóbal            | 113 | Rafael Brand       | Raúl Gómez         |

## Clasificaciones

### Clasificación general
| Posición | Ciclista        | Equipo                | Tiempo |
|          | Raúl Gómez      | Selección de Colombia |        |
| 2.º      | Giovanni Vargas | Lotería del Táchira   |        |
| 3.º      | Omar Pumar      | Desurca Cadafe        |        |
| 4.º      | Bandera de ?    | Bandera de ?          |        |
| 5.º      | Bandera de ?    | Bandera de ?          |        |
| 6.º      | Bandera de ?    | Bandera de ?          |        |
| 7.º      | Bandera de ?    | Bandera de ?          |        |
| 8.º      | Bandera de ?    | Bandera de ?          |        |
| 9.º      | Bandera de ?    | Bandera de ?          |        |
| 10.º     | Bandera de ?    | Bandera de ?          |        |

### Clasificación por puntos
| Posición | Ciclista     | Equipo       | Puntos |
|          | Bandera de ? | Bandera de ? |        |
| 2°       | Bandera de ? | Bandera de ? |        |
| 3°       | Bandera de ? | Bandera de ? |        |

### Clasificación de la montaña
| Posición | Ciclista     | Equipo       | Puntos |
|          | Bandera de ? | Bandera de ? |        |
| 2°       | Bandera de ? | Bandera de ? |        |
| 3°       | Bandera de ? | Bandera de ? |        |

### Clasificación de los sprints
| Posición | Ciclista     | Equipo       | Puntos |
|          | Bandera de ? | Bandera de ? |        |
| 2°       | Bandera de ? | Bandera de ? |        |
| 3°       | Bandera de ? | Bandera de ? |        |

### Clasificación sub-23
| Posición | Ciclista     | Equipo       | Tiempo |
|          | Bandera de ? | Bandera de ? |        |
| 2°       | Bandera de ? | Bandera de ? |        |
| 3°       | Bandera de ? | Bandera de ? |        |

### Clasificación por equipos
| Posición | Equipo                | Tiempo |
|          | Selección de Colombia |        |
| 2°       | Bandera de ?          |        |
| 3°       | Bandera de ?          |        |